# 穂積村囲堤

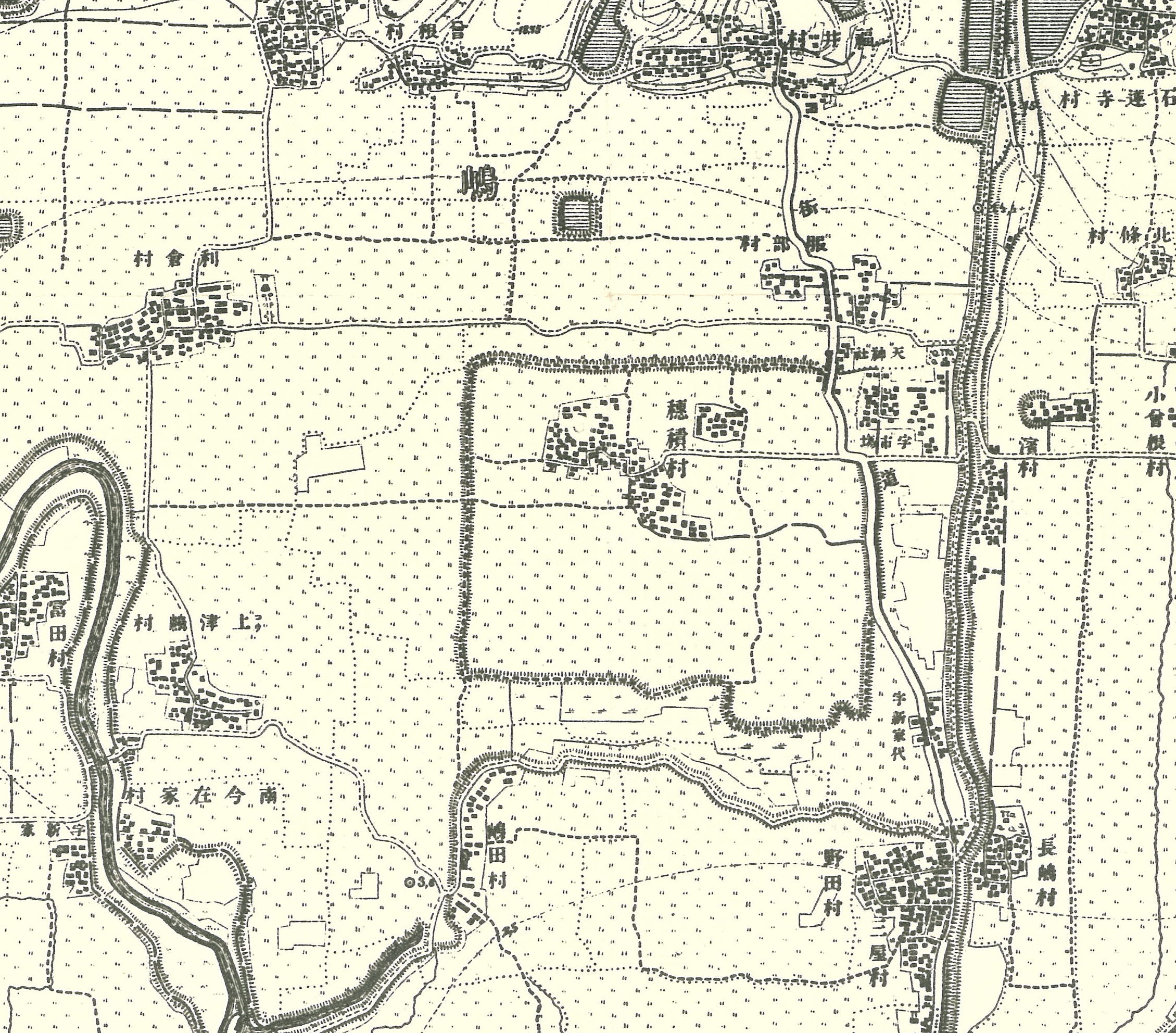
Itami Town Map 1885 - Hozumi village

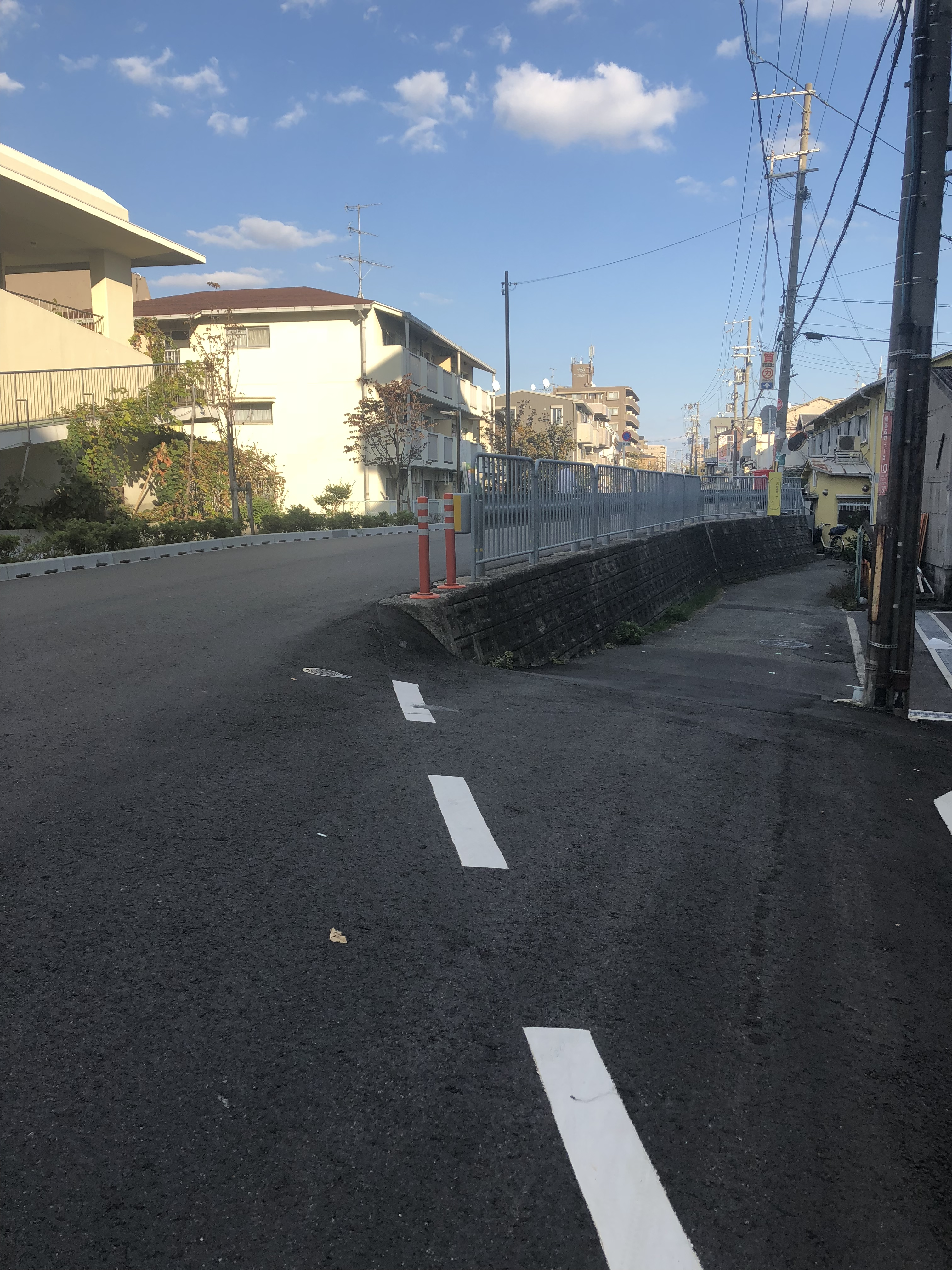
服部西町3丁目9に残る穂積村囲堤

穂積村囲堤（ほづみむらかこいづつみ）は、豊中市服部西町一帯に位置し、もとの穂積村とその周囲の水田を囲い込む堤防で、全長3.2㎞に及ぶ。

## 現状

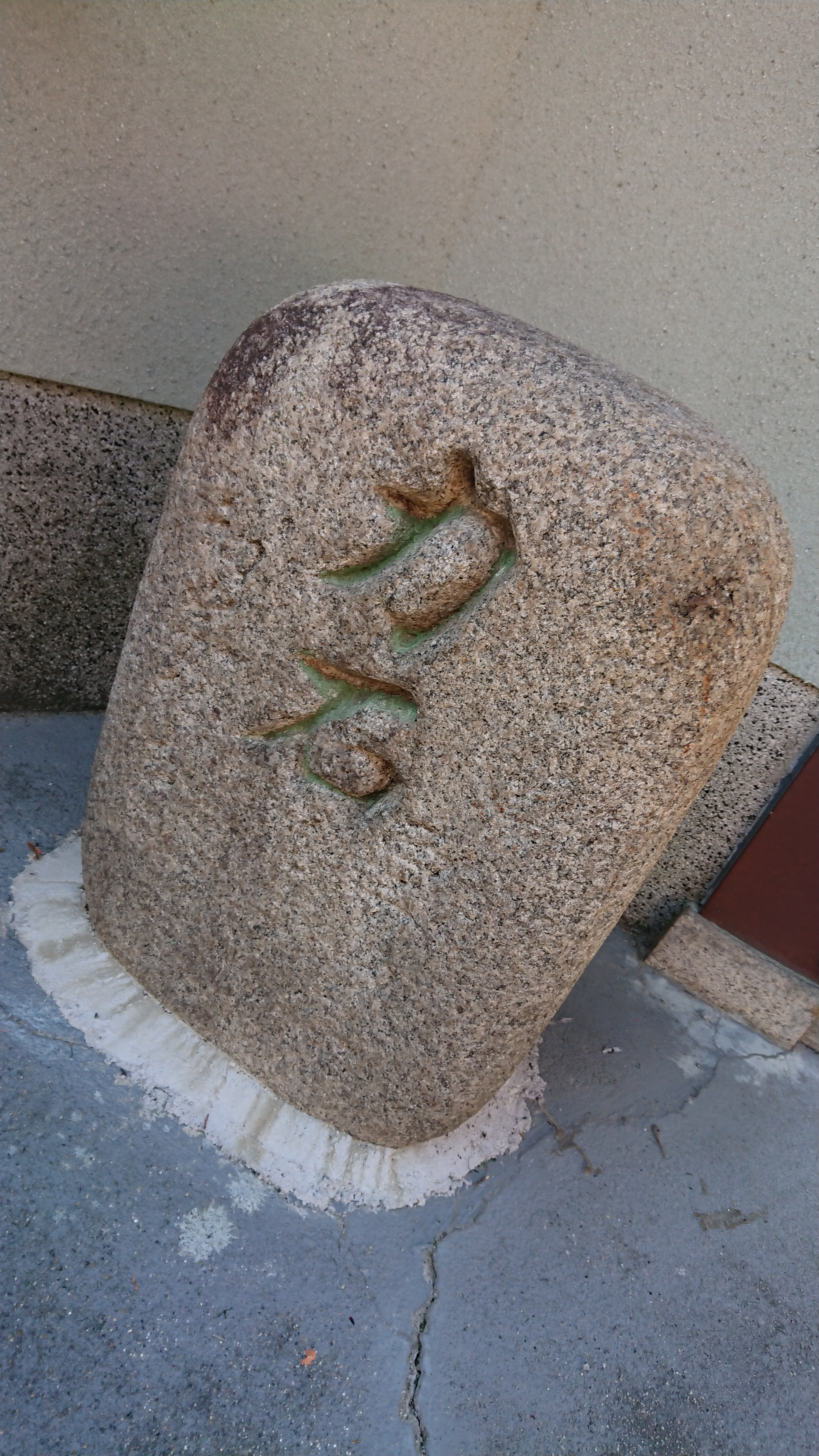
忍法寺の力石。堤から出てきたものと伝えられる

豊中市服部寿町・服部西町・服部本町等に建設された堤防で、旧穂積村集落とその周囲の水田を囲むように完結した形態となる。豊中市教育委員会発行の遺跡分布図をもとに、GISソフトウェアを用いて計測すると、東西1000ｍ、南北750ｍ、全長3.4㎞に及ぶ。長方形状の平面形を呈し、一部矩形をなす部分がある。昭和10年(1945）完成の産業道路（現在の国道176号線）の建設時に堤の東辺が埋め立てられたことをはじめに、その後の住宅地化に伴う宅地造成・道路建設等によって、大部分が埋め立てられたことが豊中市発行の都市計画図等から読み取れる。しかし、一部は現存しており、服部西町３丁目７～９等で見学できる（写真）。ただし、これら現在目視できるものは、先の造成時に盛土を行って堤体を積み増してものであり、本来の堤体は道路下に埋没していることが、豊中市教育委員会が実施した数回の埋蔵文化財確認調査で判明している。なお、豊中市服部寿町に所在する忍法寺には、築堤に使われたと伝えられている「力石」が残されている。

## 発掘調査
建設当初の堤体については、穂積遺跡第21次調査等で確認されている。第21次調査で検出された堤体は、高さ0.5ｍ、基底部の幅6m、上端部は3m（検出部分）をはかる。堤体の高さが0.5ｍしかないのは、産業道路建設時の造成で切り土されたためであろう。堤体が建築された当時の地面より下層の遺物包含層から15世紀の土師器皿が出土しており、調査地点における堤体の建設はそれ以降の時期に求められる。

## 歴史
穂積村囲い堤が建設された時期は、穂積遺跡第21次調査でも特定されていない。しかし、「垂水西牧榎坂方御牧名寄帳」・「垂水西御牧小曽祢名帳」・「垂水西牧穂積名帳」に記述されている「堤」の位置を条里復元図に比定すると、囲い堤の位置と一致することから、これらの史料が作成された貞和５年（1366年）には建設が始まっていたことを指摘し、またこのことと穂積遺跡第21次調査の成果が相反することについて、築堤の開始から完成までの時間があったと想定している。